# Torres de Barbués
Torres de Barbués község Spanyolországban, Huesca tartományban. Torres de Barbués Almuniente, Torralba de Aragón és Barbués községekkel határos. Lakosainak száma 270 fő (2024).

## Népesség
A település népessége az utóbbi években az alábbiak szerint változott:
| Lakosok száma | 358  | 335  | 324  | 318  | 297  | 293  | 272  | 252  | 256  | 270  |
|               | 2001 | 2004 | 2007 | 2009 | 2012 | 2014 | 2017 | 2019 | 2022 | 2024 |